# 清田 (札幌市)
清田（きよた/Kiyota）は、北海道札幌市清田区にある地名。清田1条から清田10条までに分かれる。郵便番号は清田1条から清田9条までが〒004-0841から〒004-0849、清田10条が〒004-0840。

## 地理
清田区が誕生してから、住宅街や団地などが増え始めた地域である。

## 住所
| 町丁                 | 郵便番号 |
| -------------------- | -------- |
| 清田1条1丁目～4丁目  | 004-0841 |
| 清田2条1丁目～3丁目  | 004-0842 |
| 清田3条1丁目～3丁目  | 004-0843 |
| 清田4条1丁目～4丁目  | 004-0844 |
| 清田5条1丁目～4丁目  | 004-0845 |
| 清田6条1丁目～4丁目  | 004-0846 |
| 清田7条1丁目～4丁目  | 004-0847 |
| 清田8条1丁目～3丁目  | 004-0848 |
| 清田9条1丁目、3丁目  | 004-0849 |
| 清田10条3丁目〜4丁目 | 004-0840 |
| 清田○番地            | 004-0859 |

## 施設
- ヤマダデンキ家電住まいる館×YAMADA web.com 清田店（清田1-1）
- 北海道コカ・コーラボトリング（清田1-1）